# Buque de asalto anfibio Tipo 071
El buque de asalto anfibio Tipo 071 (designación OTAN: clase Yuzhao) es una clase de ocho (8) LPD (landing platform dock) construidos por Hudong-Zhonghua Shipbuilding para la Armada del Ejército Popular de Liberación (PLAN). El Tipo 071 proporciona al PLAN capacidades y flexibilidad que no se encuentran en sus buques de desembarco anteriores.

## Desarrollo

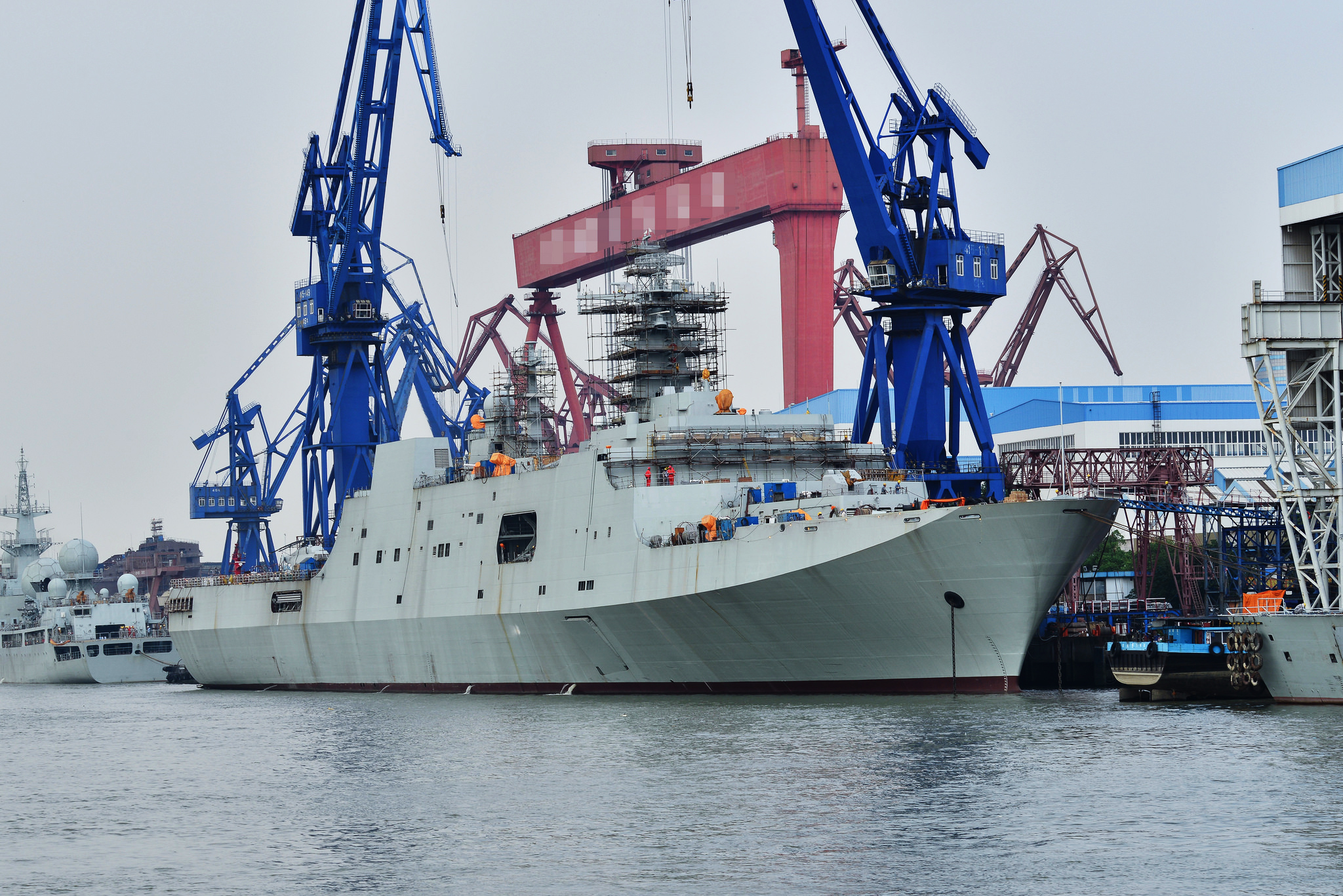
El Yimeng Shan (988) en construcción, año 2015.

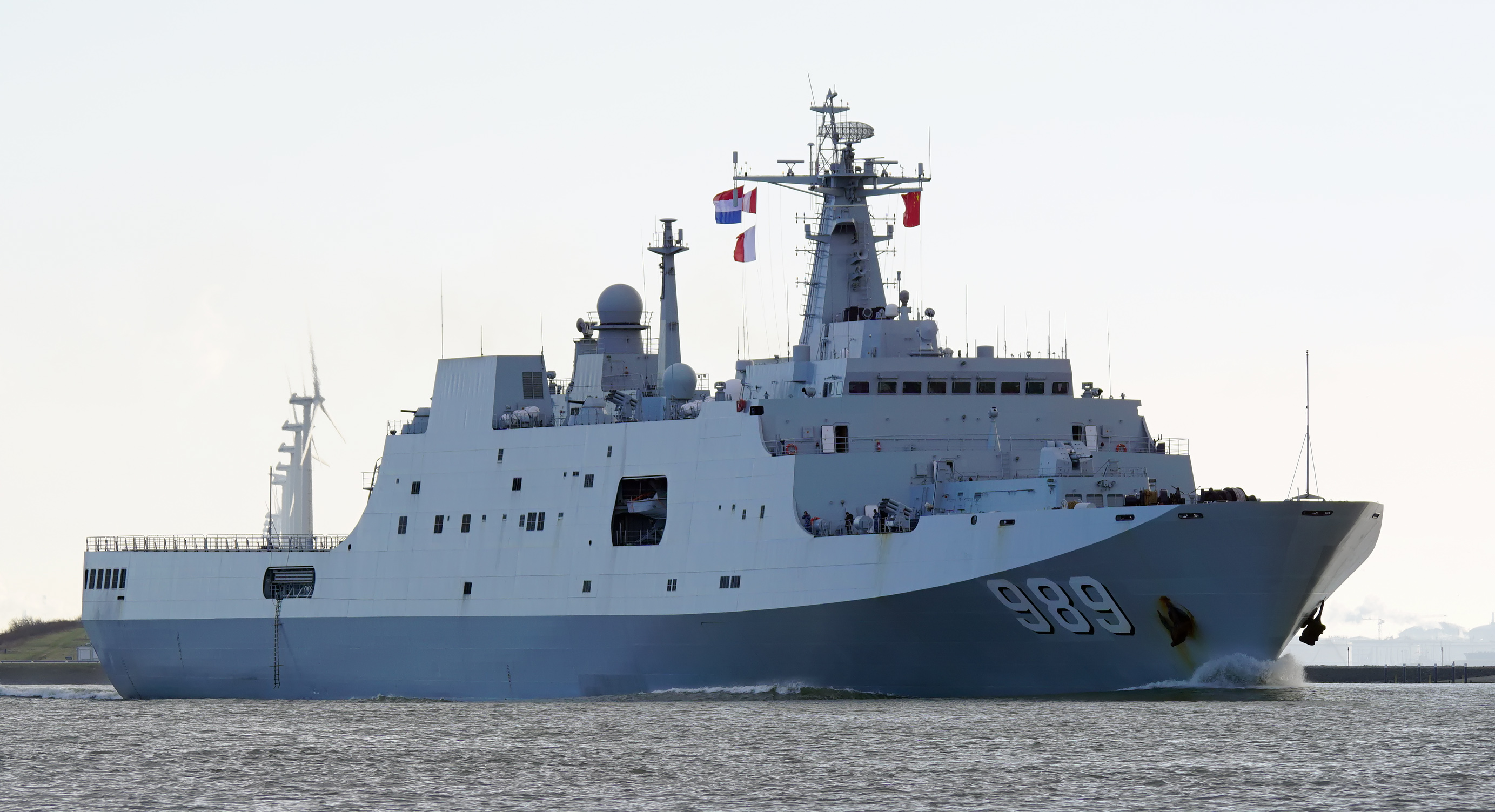
El Changbai Shan (989) en 2015.

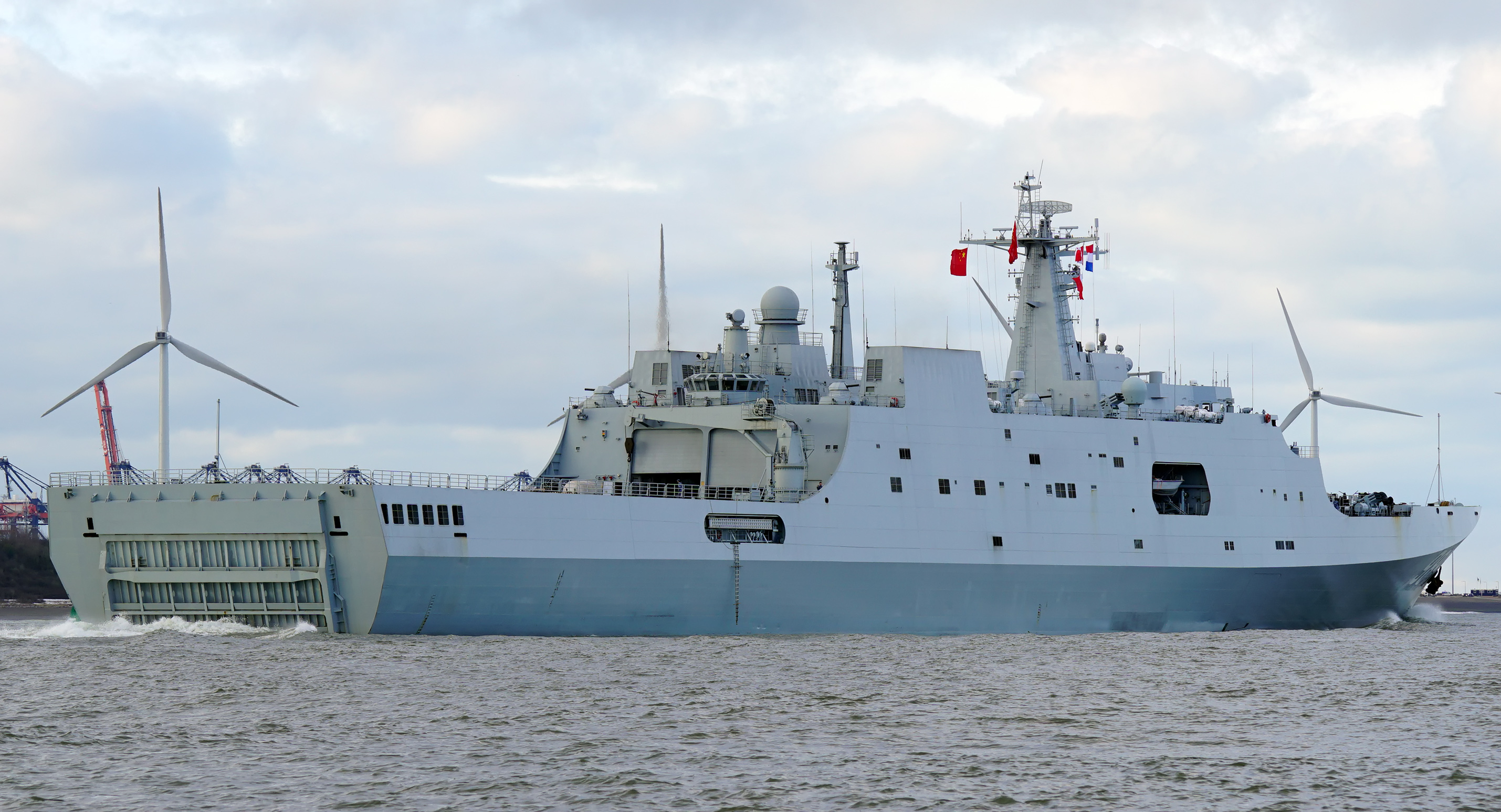
Vista trasera del Changbai Shan (989), año 2015.

Los Tipo 075 son construidos por el astillero Hudong-Zhonghua Shipbuilding de Shanghái. El cabeza de serie de la clase, Kunlun Shan, fue botado en 2006 y comisionado en 2007. Tras esto fueron entregados otras cinco naves adicionales.
El buque de guerra anfibia cuenta con una plataforma para vehículos, una plataforma de pozo, una plataforma de aterrizaje y un hangar. Puede transportar una combinación de infantes de marina, vehículos, lanchas de desembarco y helicópteros. El barco puede embarcar de 600 a 800 efectivos. La cubierta de popa para helicópteros ofrece dos puntos de aterrizaje para apoyar las operaciones de dos helicópteros de transporte Z-8 (SA 321 Super Frelon). El hangar voladizo de dos puertas puede albergar hasta cuatro helicópteros Z-8. La cubierta del pozo alberga hasta cuatro lanchas de desembarco acolchadas por aire Tipo 726, que puede transferir vehículos o infantes de marina a la costa a alta velocidad. 
Las lanchas de desembarco aerodeslizante (LCAC) se lanzan por inundación de la zona de atraque. El buque también puede llevar lanchas de desembarco en pescantes de babor/estribor. La cubierta de vehículos puede albergar vehículos de asalto anfibios, incluido el IFV anfibio ZBD05 y el tanque ligero anfibio ZTD-05. La rampa de popa, dos puertas laterales y rampas permiten la carga rápida de vehículos y equipos.
El barco está armado con un cañón de 76 mm y cuatro sistemas de armas de aproximación de 30 mm.
El Tipo 071 puede operar como el buque insignia de un grupo de trabajo. El Tipo 071 también puede realizar y apoyar misiones humanitarias, de socorro en casos de desastre y contra la piratería, además de asaltos anfibios.
El consorcio China State Shipbuilding and Trading Corp. ofreció construir un Tipo 071 modificado para la Marina Real de Malasia . Los malasios tenían un requisito para un LPD de 13.000 toneladas; el Tipo 071 costaría un tercio del LPD de clase San Antonio similar construido en Estados Unidos.
En 2019 la Real Armada Tailandesa ordenó un buque Tipo 071E.

## Características
LPD de 25 000 t de desplazamiento, 210 m de eslora; propulsión CODAD (combinado diésel y diésel) de 4× motores diésel (velocidad 25 nudos y autonomía 10 000 mn); 1× cañón 76 mm y 4× cañones CIWS 30 mm; cubierta de vuelo para 2× helicópteros Z-8 y capacidad para 20 vehículos y 800 tropas.

## Unidades
| Nombre                | n.º              | Constructor                  | Botado                  | Asignado            | Estado           |
| Tipo 071 (China)      | Tipo 071 (China) | Tipo 071 (China)             | Tipo 071 (China)        | Tipo 071 (China)    | Tipo 071 (China) |
| --------------------- | ---------------- | ---------------------------- | ----------------------- | ------------------- | ---------------- |
| Kunlun Shan           | 998              | Hudong-Zhonghua Shipbuilding | -                       | 2007                | En servicio      |
| Jinggang Shan         | 999              | Hudong-Zhonghua Shipbuilding | -                       | 2011                | En servicio      |
| Changbai Shan         | 989              | Hudong-Zhonghua Shipbuilding | -                       | 2012                | En servicio      |
| Yimeng Shan           | 988              | Hudong-Zhonghua Shipbuilding | -                       | febrero de 2016     | En servicio      |
| Longhu Shan           | 980              | Hudong-Zhonghua Shipbuilding | 15 de junio de 2017     | -                   | En servicio      |
| Wuzhi Shan            | 987              | Hudong-Zhonghua Shipbuilding | 20 de enero de 2018     | -                   | En servicio      |
| Wanyang Shan          | 986              | Hudong-Zhonghua Shipbuilding | 28 de diciembre de 2018 | -                   | En servicio      |
| Qilian Shan           | 985              | Hudong-Zhonghua Shipbuilding | 6 de junio de 2019      | Noviembre de 2020   | En servicio      |
| Tipo 071E (Tailandia) |                  |                              |                         |                     |                  |
| HMTS Chang (III)      | 792              | Hudong-Zhonghua Shipbuilding | 2021                    | 18 de abril de 2023 | En servicio      |